# Mycetophila pseudoviridipes
Mycetophila pseudoviridipes är en tvåvingeart som beskrevs av Duret 1980. Mycetophila pseudoviridipes ingår i släktet Mycetophila och familjen svampmyggor. Inga underarter finns listade i Catalogue of Life.